# Buendía
Buendía é um município da Espanha, na província de Cuenca, comunidade autônoma de Castela-Mancha. Tem 88,50 km² de área e em 2021 tinha 410 habitantes (densidade: 4,6 hab./km²). Limita com os municípios de Albalate de Zorita, Almonacid de Zorita, Pastrana, El Valle de Altomira, Sacedón, Sayatón e Villalba del Rey.